# Vạn Niên
Vạn Niên (chữ Hán giản thể: 万年县, âm Hán Việt: Vạn Niên huyện) là một huyện thuộc địa cấp thị Thượng Nhiêu, tỉnh Giang Tây, Cộng hòa Nhân dân Trung Hoa. Huyện này có diện tích 1140,76 ki-lô-mét vuông, dân số năm 2003 là 361.000 người. Mã số bưu chính của huyện Vạn Niên là 335500, mã vùng điện thoại 0793. Chính quyền huyện đóng ở. 

## Lịch sử
Năm thứ 7 Minh Chính Đức (1512), hương Vạn Xuân của huyện Dư Can được tách ra lập huyện. Do phía bắc huyện có núi Vạn Niên nên lấy tên là huyện Vạn Niên.

## Hành chính
Huyện Vạn Niên được chia ra làm 12 đơn vị hành chính cấp hương, gồm 6 trấn và 6 hương
- Trấn: Trần Doanh (陈营镇), Thạch Trấn (石镇镇), Thanh Vân (青云镇), Tử Phụ (梓埠镇), Đại Nguyên (大源镇), Bùi Mai (裴梅镇)
- Hương: Hồ Vân (湖云乡), Tề Phụ (齐埠乡), Uông Gia (汪家乡), Thượng Phường (上坊乡), Tô Kiều (苏桥乡), Châu Điền (珠田乡)